# GLRB
GLRB (англ. Glycine receptor beta) – білок, який кодується однойменним геном, розташованим у людей на короткому плечі 4-ї хромосоми.  Довжина поліпептидного ланцюга білка становить 497 амінокислот, а молекулярна маса — 56 122.
| 10         |  | 20         |  | 30         |  | 40         |  | 50         |
| ---------- |  | ---------- |  | ---------- |  | ---------- |  | ---------- |
| MKFLLTTAFL |  | ILISLWVEEA |  | YSKEKSSKKG |  | KGKKKQYLCP |  | SQQSAEDLAR |
| VPANSTSNIL |  | NRLLVSYDPR |  | IRPNFKGIPV |  | DVVVNIFINS |  | FGSIQETTMD |
| YRVNIFLRQK |  | WNDPRLKLPS |  | DFRGSDALTV |  | DPTMYKCLWK |  | PDLFFANEKS |
| ANFHDVTQEN |  | ILLFIFRDGD |  | VLVSMRLSIT |  | LSCPLDLTLF |  | PMDTQRCKMQ |
| LESFGYTTDD |  | LRFIWQSGDP |  | VQLEKIALPQ |  | FDIKKEDIEY |  | GNCTKYYKGT |
| GYYTCVEVIF |  | TLRRQVGFYM |  | MGVYAPTLLI |  | VVLSWLSFWI |  | NPDASAARVP |
| LGIFSVLSLA |  | SECTTLAAEL |  | PKVSYVKALD |  | VWLIACLLFG |  | FASLVEYAVV |
| QVMLNNPKRV |  | EAEKARIAKA |  | EQADGKGGNV |  | AKKNTVNGTG |  | TPVHISTLQV |
| GETRCKKVCT |  | SKSDLRSNDF |  | SIVGSLPRDF |  | ELSNYDCYGK |  | PIEVNNGLGK |
| SQAKNNKKPP |  | PAKPVIPTAA |  | KRIDLYARAL |  | FPFCFLFFNV |  | IYWSIYL    |

A: Аланін

C: Цистеїн

D: Аспарагінова кислота

E: Глутамінова кислота

F: Фенілаланін

G: Гліцин

H: Гістидин

I: Ізолейцин

K: Лізин

L: Лейцин

M: Метіонін

N: Аспарагін

P: Пролін

Q: Глутамін

R: Аргінін

S: Серин

T: Треонін

V: Валін

W: Триптофан

Кодований геном білок за функціями належить до рецепторів, іонних каналів, хлорних каналів, фосфопротеїнів. 
Задіяний у таких біологічних процесах як транспорт іонів, транспорт, альтернативний сплайсинг. 
Білок має сайт для зв'язування з хлоридом. 
Локалізований у клітинній мембрані, цитоплазмі, мембрані, клітинних контактах, клітинних відростках, синапсах.